# Доганьол
Доганьол (тур. Doğanyol) — город и район в провинции Малатья (Турция).